# BNO News
BNO News es una agencia de noticias con sede en Tilburg, Países Bajos y se encuentra actualmente en desarrollo. Mantuvo un popular servicio noticioso basado en Twitter hasta el 1 de diciembre de 2009, cuando tenía cerca de 1.5 millones de subscriptores.
BNO News fue fundada por Michael van Poppel quien vive en Holanda y la compañía se mantuvo dentro de la red social Twitter red social hasta diciembre de 2009 cuando se dio a conocer que lanzaría un servicio de cables noticiosos para compañías de medios.
La compañía también anunció que dejaría su servicio en Twitter para transferirlo a MSNBC a partir del 1 de diciembre de 2009. Tuvo cerca de 1.5 millones de subscriptores durante el último día, lo cual lo convertía en uno de los principales medios informativos con sede en Twitter. El servicio era mantenido por reporteros, editores y periodistas de Holanda, Irlanda, México, y los Estados Unidos.
En el 2009 lanzó una aplicación para iPhone.
BNO News en noviembre de 2009 también anunció que lanzaría un servicio de noticias bajo subscripción en enero de 2010. El servicio solo estará disponible para compañías de medios informativos. Hasta diciembre de 2009, BNO News informó que MSNBC y Thaindian News firmaron contrato como los primeros clientes de dicho servicio de noticias bajo subscripción.
La compañía informó que se encuentra en pláticas con otros medios.
El 7 de septiembre de 2007, BNO News obtuvo un video de Osama Bin Laden, el cual vendió a la agencia de noticias Reuters.